# Michail Illarionovič Kutuzov
Il principe Michail Illarionovič Goleniščev-Kutuzov (in russo Михаил Илларионович Голенищев-Кутузов?), principe di Smolensk (San Pietroburgo, 16 settembre 1745 – Bunzlau, 28 aprile 1813) è stato un generale russo.
Allievo e collaboratore del famoso feldmaresciallo Aleksandr Vasil'evič Suvorov, fedele al vecchio regime per tutta la vita, fu abile uomo di corte e prese parte alle campagne combattute dall'Impero russo contro l'Impero ottomano e contro la Francia rivoluzionaria alla fine del XVIII secolo. Durante le guerre napoleoniche guidò gli eserciti russi durante la terza coalizione e, pur dimostrandosi abile stratega, non poté impedire la sconfitta di Austerlitz. Caduto in disgrazia dopo questi eventi, ritornò al comando supremo prima sconfiggendo i turchi nel 1811 e poi soprattutto assumendo la guida suprema della guerra contro Napoleone durante la campagna di Russia.
Convinto della necessità di evitare battaglie decisive e di fare affidamento soprattutto su una strategia di logoramento per indebolire progressivamente la Grande Armata napoleonica grazie alla vastità del territorio, al rigido clima russo e alla resistenza popolare, in un primo tempo ripiegò davanti all'esercito francese abbandonando Mosca, ma riuscì poi a trasformare la ritirata francese in un disastro che condusse alla distruzione della Grande Armata, alla sconfitta di Napoleone e alla liberazione del territorio nazionale.
Dopo essere stato criticato per le sue tattiche temporeggiatrici, il feldmaresciallo Kutuzov (che, esausto e malato, morì pochi mesi dopo la fine della campagna di Russia) ricevette postumi e ampi riconoscimenti per l'abilità e la lungimiranza dimostrate nelle difficili circostanze dell'invasione francese.
Insignito, nel corso della sua carriera, di vari riconoscimenti militari, è ancora oggi ricordato come uno dei più grandi militari della storia russa, prudente e protettivo verso i suoi soldati. Nadežda Illarionovna Tolstoj, la madre di Anna Vyrubova, era una sua discendente.

## Biografia

### Primi anni e carriera nell'esercito
Goleniščev-Kutùzov (conosciuto semplicemente come Kutùzov) nacque a San Pietroburgo il 16 settembre 1745. Figlio di un ingegnere e generale militare, Illarion Matveevič Goleniščev-Kutuzov (1717-1784), cominciò molto giovane un'imponente serie di studi, costituiti essenzialmente dall'apprendimento di aritmetica, geografia e di cinque lingue, tra cui l'italiano ed il latino. Dopo un'infanzia caratterizzata da una rigida disciplina, nel 1759 entrò, consigliato e spinto dal padre, nell'esercito russo; ottenuto nel 1762 il grado di capitano, cominciò a partecipare attivamente alla guerra solo due anni dopo, quando guidò alcuni corpi di artiglieria nella conquista di vari territori della Polonia, allora spartita con la Prussia e con l'Austria.
Nel 1770 fu spedito in Moldavia, dove l'esercito russo combatteva contro l'Impero ottomano per il possesso di un'area molto importante dal punto di vista strategico, che comprendeva anche la Valacchia. Sotto la guida del generale Rumjancev, Kutuzov riuscì a contribuire alla buona riuscita della guerra, partecipando anche all'assedio della fortezza di Bender, finché nacque un'inaspettata rivalità tra i due militari. Infatti l'anziano generale fu repentinamente informato di un presunto tentativo del giovane capitano di sottrargli la guida morale delle truppe: Kutuzov, che non aveva invece tali intenzioni, evitò una severa sanzione soltanto grazie ai suoi meriti militari, per i quali fu trasferito in Crimea.
Questo evento lo colpì moltissimo: infatti, da spavaldo e coraggioso qual era, il capitano diventò riservato e timoroso. Nel luglio 1774, poco dopo essere stato nominato tenente colonnello, nella battaglia di Alušta fu colpito alla testa da un proiettile nemico che, fortunatamente per lui, non andò a lesionare il cervello; poiché però la ferita era comunque piuttosto grave, Kutuzov ricevette dall'imperatrice Caterina II un lungo permesso, tale da permettergli un completo recupero dal punto di vista fisico e mentale, eccezion fatta per la quasi cecità riscontrata all'occhio destro. Nei successivi due anni viaggiò moltissimo e visitò in particolare l'Europa Occidentale, rimanendo a lungo nella città olandese di Leida, un importantissimo centro culturale nel quale frequentò numerosi sovrani e scienziati, tra cui Federico II di Prussia e l'austriaco Von Laudon. In questo periodo, inoltre, si sposò con Ekaterina Il'inična Bibikova, figlia di un comandante dell'esercito, dalla quale ebbe in tutto sei figli, di cui solo uno maschio e per altro morto in giovanissima età di vaiolo.

### La nomina a generale e la prima guerra contro i turchi

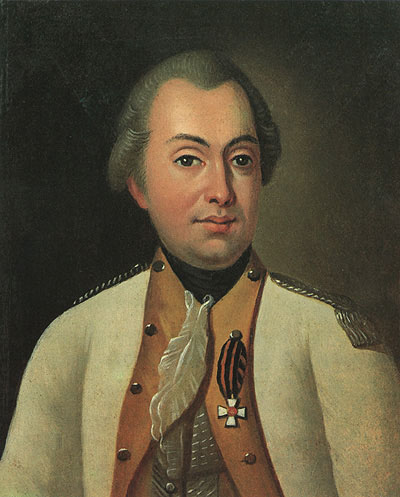
Michail Kutuzov in un ritratto realizzato nel 1777.

Tornato in Russia nel 1776, Kutuzov riprese così la carriera nell'esercito del suo Paese; spedito ad Azov a guidare un reggimento di cavalieri, nel 1784 divenne maggior generale ; tre anni dopo, nel 1787, fu nominato governatore della Crimea, ma fu costretto ad abbandonare improvvisamente tale carica per lo scoppio dell'ennesimo conflitto contro i turchi, destinato a durare oltre quattro anni (fino al gennaio 1792). Tale esperienza si rivelò importantissima, poiché la vittoria finale gli permise di acquisire grande fama e di percorrere ulteriormente il cursus honorum nell'esercito, ma dovette spartire il merito della vittoria con il maestro Aleksandr Suvorov, che gli trasmise gran parte delle sue conoscenze in ambito militare. Infatti fu soltanto in questa occasione che imparò le tecniche fondamentali di guerra: la divisione delle truppe, l'organizzazione delle marce, l'allestimento degli accampamenti e la preparazione delle battaglie furono così apprese in maniera approfondita da Kutuzov, pronto finalmente ad assumere incarichi di maggior prestigio.
Inaspettatamente, in una delle tante battaglie combattute sulle coste del Mar Caspio, il generale fu gravemente ferito alla testa, in un punto del capo molto vicino a quello già colpito nel 1771: riuscì nuovamente a sopravvivere, sebbene il parere espresso dai medici che lo visitarono fosse totalmente negativo, ma da quel momento perse completamente l'uso dell'occhio destro. Dopo alcuni mesi di degenza Kutuzov riprese a guidare l'esercito e, volendo vendicarsi dell'affronto subito, riprese il suo posto e riuscì presto a vedere il suo desiderio esaudito. Infatti, nella decisiva battaglia di Izmail, guidò l'esercito russo ad una netta vittoria, che decise l'esito del conflitto: all'inizio del 1792, i turchi si dichiararono sconfitti. L'importanza del ruolo di Kutuzov all'interno del decisivo combattimento è dimostrata dalle parole del generale Suvorov, che in una delle sue memorie scrisse:
A seguito dei negoziati di pace, la Russia ottenne alcuni territori che comprendevano centri di grande valore strategico, tra cui le città di Odessa e la stessa Izmail, situate entrambe nell'odierna Ucraina. Durante la guerra Kutuzov era stato nominato tenente generale, mentre dopo il trionfo di Izmail fu premiato con il Nastro di San Giorgio; poi, negli anni successivi intraprese la carriera diplomatica, finché la regina Caterina II lo nominò rispettivamente ambasciatore a Costantinopoli, dove gestì i rapporti particolarmente delicati tra il Sultano e la regina Caterina II, governatore generale del Granducato di Finlandia, ambasciatore a Berlino e governatore generale di San Pietroburgo.
Nel 1779 fu iniziato nella loggia massonica di Ratisbona La Croissante aux Trois Clefs. Fu in seguito pure membro di logge massoniche di Francoforte, Berlino, Mosca e San-Pietroburgo.

### Le guerre napoleoniche e il disastro di Austerlitz
Nel 1802, appena un anno dopo avere ricevuto questa delicata mansione, il nuovo zar Alessandro I lo privò, per ragioni ancora oggi sconosciute, del suo incarico. Kutuzov, non potendosi opporre alla sua decisione, decise di ritirarsi nella sua casa in Volinia, nell'odierna Polonia. Tuttavia questo "esilio forzato" terminò nel 1805, quando lo zar Alessandro formò una coalizione con Austria ed Inghilterra per respingere le mire espansionistiche di Napoleone Bonaparte: Kutuzov ottenne il delicatissimo incarico di guidare, insieme al generale asburgico Franz von Weyrother, le truppe austro-russe nell'Europa centrale. Fu quindi nominato dallo zar comandante in capo dell'armata russa, anche se il ruolo di vera guida spettava ad Alessandro, con il quale, prima di ogni decisione e di qualunque attacco, si riunivano tutti i vertici dell'apparato militare russo.
Radunato all'inizio di novembre un esercito di quasi 500.000 unità, Alessandro, a causa della penuria nel vettovagliamento nell'accampamento russo, decise di radunare i vertici militari per decidere il da farsi. Kutuzov, andando contro l'opinione del sovrano, ritenne che la sconfitta di Dürrenstein, subita da Gioacchino Murat poche settimane prima, non avesse assolutamente incrinato la grande forza dell'armata napoleonica; sconsigliò quindi di attaccare, propendendo per un'immediata ritirata presso i monti Rudny e per attendere l'arrivo di rinforzi da parte dell'alleato prussiano, ma le opinioni del generale non furono appoggiate da nessuno degli ufficiali presenti, tra cui l'austriaco Weyrother, che condivisero il pensiero dello zar di attaccare subito.
Il generale russo partecipò quindi, seppur con molti dubbi, alla gravissima sconfitta subita ad Austerlitz, dove, il 2 dicembre 1805, si posero le basi dell'ulteriore allargamento dei confini francesi nell'ambito europeo. Lo scontro, considerato da molti il capolavoro di Napoleone, terminò per la Russia con la perdita di moltissimi uomini, all'incirca 25.000 tra morti, feriti e prigionieri, mentre la Francia, a fronte di 9.000 soldati uccisi o gravemente feriti, conquistò Venezia ed estese la sua influenza sugli Stati tedeschi.

### La pace di Tilsit e il nuovo conflitto contro i turchi

#### La sconfitta di Brailov, il congedo e il subitaneo ritorno
Dopo la bruciante sconfitta di Austerlitz, la Russia non prese più parte attiva nella guerra contro la Francia, che invece la Prussia riprese nel corso del 1806 e che ebbe termine con la pesante sconfitta prussiana subita nella Battaglia di Jena. Nel 1807, si stipulò la Pace di Tilsit, dove si stabilirono decisioni sfavorevoli alla Russia e anche molto di più negative e pesanti per l'alleato prussiano; questo trattato pose fine ad un lungo periodo di battaglie cruente e sanguinose. Nel frattempo russi e francesi siglarono un patto segreto di reciproca assistenza in chiave antibritannica, accompagnato dall'adesione, da parte dello zar Alessandro I, al Blocco continentale napoleonico.

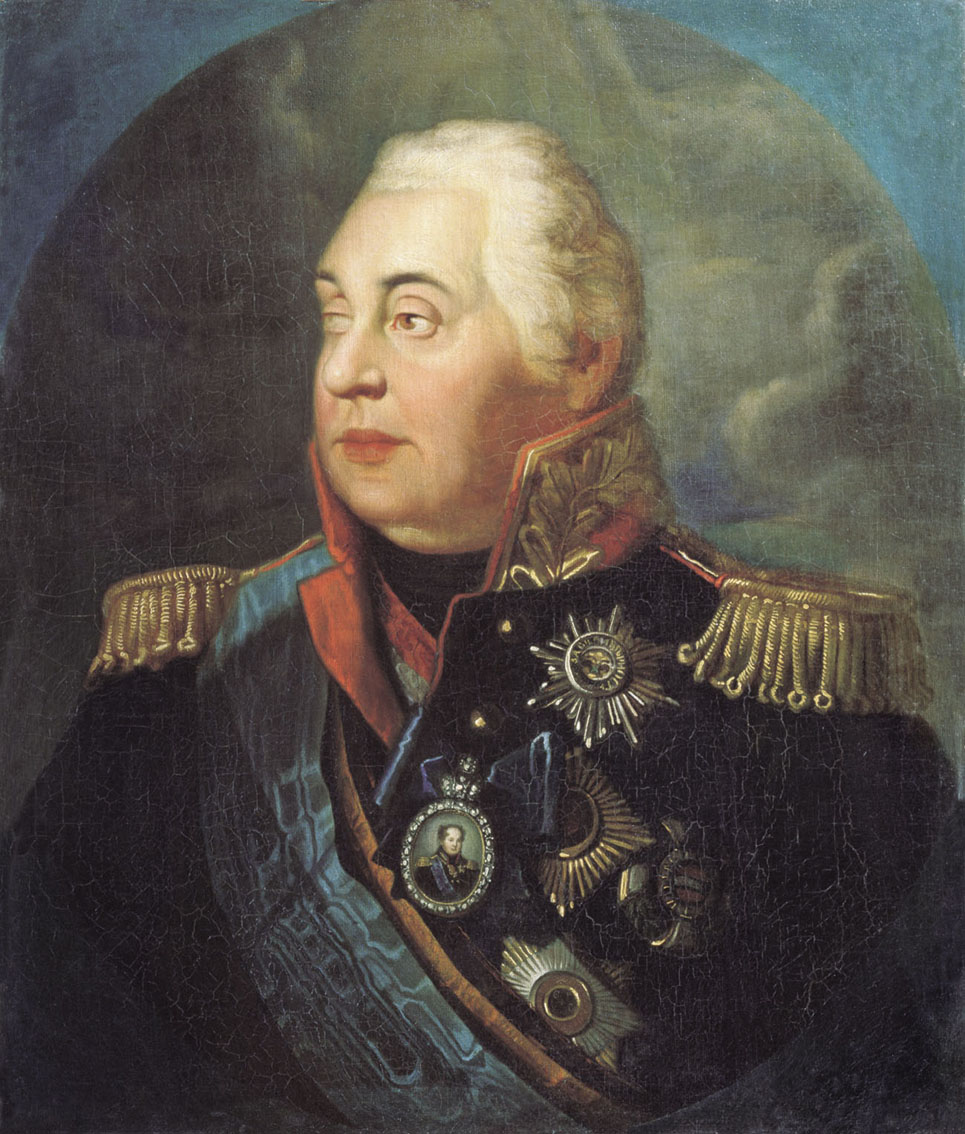
Il generale Kutuzov in un dipinto a olio risalente agli inizi dell'Ottocento.

Kutuzov, che nel 1806 era stato eletto governatore di Kiev, per un certo periodo non ebbe relazioni con il re, preferendo concentrarsi sul suo lavoro; tuttavia i contatti tra i due ripresero due anni dopo, quando l'Impero Ottomano diede inizio ad una violenta repressione in Serbia, la cui popolazione voleva maggiore indipendenza. Per questo motivo chiese aiuto alla Russia, la quale, con la speranza di conquistare la Bessarabia ed i territori oltre il Caucaso, decise di intraprendere una nuova azione offensiva. Kutuzov fu chiamato a guidare una piccola parte delle truppe, dislocata in Moldavia, mentre la guida generale dell'esercito andò all'anziano Aleksandr Prozorovskij, nominato comandante in capo delle forze russe. I primi mesi di guerra non furono positivi; infatti, dopo la sconfitta di Brailov, Prozorovskij rimosse Kutuzov dal suo incarico, imputandogli la principale responsabilità del mancato successo.
Poche settimane dopo il suo congedo Kutuzov fu nominato governatore della Lituania, dove assunse ufficialmente la carica il 16 giugno 1809. Nel frattempo, la guerra aveva continuato a svolgersi con risultati piuttosto negativi per l'armata di Alessandro, dal momento che l'Impero Ottomano, pur disponendo di un minor numero di uomini e di risorse, come vettovagliamenti ed armi, era riuscito a resistere facilmente agli attacchi dei nemici. Dopo la morte di Prozorovskij, avvenuta nello stesso anno, la direzione dell'armata moldava fu affidata a Pëtr Bagration, poi sostituito da Nikolaj Kamenskij, il cui arrivo si dimostrò successivamente molto proficuo. Infatti, sotto la sua direzione, la Russia ottenne importantissimi successi; tuttavia, proprio quando sembrava che il conflitto fosse ormai in linea d'arrivo, Kamenskij si ammalò piuttosto gravemente: al suo posto Alessandro I decise di richiamare Kutuzov, che obbedì all'ordine del sovrano, pur non essendo entusiasta dell'esperienza che lo aspettava.

#### La vittoria finale e la conquista della Bessarabia
Il 1810 fu un anno piuttosto difficile per Kutuzov e l'armata russa. Infatti, il nemico turco si rivelò più forte del previsto, riuscendo spesso a vincere battaglie di discreta importanza; tuttavia nell'anno successivo la situazione cambiò radicalmente, dal momento che la cavalleria e l'artiglieria del generale si rivelarono più resistenti e capaci di quelle nemiche. Kutuzov, per evitare di trascinare troppo a lungo il conflitto, decise un parziale ritiro, in modo che i turchi avanzassero e pensassero di essere vicini alla vittoria; negli ultimi mesi del 1811 l'esercito ottomano, dislocato ai margini del Danubio presso il piccolo centro di Rushuk, fu colpito da una terribile epidemia di colera e decimato dal freddo e dalla mancanza di viveri. Il generale, che vedeva realizzato il suo piano, non esitò ad attaccare le malridotte schiere nemiche che, dopo alcuni mesi di strenua resistenza, si arresero nel mese di aprile. La pace, che fu firmata a Bucarest il 16 maggio 1812, sancì il passaggio della Bessarabia all'Impero russo, la quale si annetté anche alcuni centri vicini. Kutuzov, invece di essere premiato per questo importante successo, fu destituito dal suo incarico e sostituito dal giovane ammiraglio Pavel Čičagov, che assunse così la guida dell'armata moldava.

### La campagna di Russia
(Risposta di Kutuzov ad un suo parente al momento dell'assunzione del comando supremo dell'esercito russo.)

#### La sconfitta di Borodino e il ritiro da Mosca
Nel 1812, lo zar di Russia Alessandro I decise di non rispettare più il Blocco Continentale che Napoleone aveva imposto nel 1806 per soffocare i traffici commerciali della rivale Inghilterra. Infatti, in primo luogo, questo provvedimento non era servito a nulla, visto che gli inglesi detenevano ancora un incontrastato dominio sui mari, che permetteva loro di organizzare nuovi traffici, in particolare con i loro possedimenti in Asia; inoltre, le mancate entrate derivanti dall'interruzione alle relazioni commerciali con la Gran Bretagna incidevano pesantemente sull'economia russa, che proprio agli inizi dell'Ottocento aveva cominciato a trarre parte delle sue ricchezze dal mare. Napoleone, infuriato con gli ex alleati, decise di organizzare una spedizione militare, allo scopo di punire pesantemente "i traditori". Il 24 giugno l'armata francese, costituita da più di 600.000 unità e guidata da Bonaparte, attraversò il fiume Nemunas allo scopo di arrivare, il prima possibile, a Mosca.
Kutuzov, richiamato a luglio e nominato comandante in capo, assunse ufficialmente la guida delle truppe il 17 agosto. Ancora prima che fosse iniziata la guerra, i vertici militari russi approvarono la sua impostazione della guerra, quella cioè di adottare la tattica, già utilizzata dal maresciallo Michael Barclay, della terra bruciata in caso di netta preponderanza dell'esercito nemico. Infatti, il generale era conscio che vincere sarebbe stata una vera e propria impresa, poiché l'esercito francese, grazie anche alla grande guida di Napoleone, era considerato quasi invincibile: di conseguenza, era prevedibile che la Russia si potesse trovare nella situazione di non poter far altro che limitare i danni.
Nelle due settimane successive decise di non intervenire ma ai primi di settembre, vista la velocità con la quale le truppe di Napoleone si avvicinavano alla capitale, decise di ingaggiare uno scontro. Il 7 settembre, a Borodino, Kutuzov ed il suo esercito non riuscirono a fermare le schiere avversarie, più numerose e meglio equipaggiate. A questo punto il comandante prese la decisione di lasciare Mosca ai francesi, bruciando, durante la ritirata, tutto ciò che potesse loro servire. Infatti, secondo la sua opinione, era preferibile abbandonare la città piuttosto che mettere a repentaglio la vita di un'intera armata, destinata, in caso di scontro, ad essere annientata. Inoltre, erano in arrivo dalla Russia dei rinforzi, che dopo si sarebbero potuti rivelare molto utili. Successivamente, il famoso e terribile incendio di Mosca ebbe, sul piano militare vero e proprio uno scarso effetto, ma un impatto terribile dal punto di vista psicologico per gli occupanti francesi.

#### La fuga francese e la vittoria finale
Napoleone cadde nel tranello ordito dai russi: concordato con il comando avversario l'ingresso nella città senza resistenza da parte dell'esercito francese in cambio della concessione di un'evacuazione indisturbata, entrò trionfalmente la notte del 14 settembre nel Cremlino, ma la notte successiva scoppiarono dappertutto violenti incendi, appiccati da cittadini rimasti su ordine del governatore civile della città, conte Rostopčin. A questo punto, Bonaparte ebbe intenzione di proseguire ancora ma i suoi consiglieri lo riportarono alla ragione, dando inizio alla ritirata che costò la vita a più di tre quarti dell'esercito. Durante la fuga dei nemici Kutuzov guidò l'esercito nella battaglia di Malojaroslavec, nella quale, dal punto di vista strategico, ebbe certamente la meglio; infatti, lo scontro fece perdere tempo ed energie preziose alle truppe di Napoleone, che ottennero sì una leggera vittoria sul campo, ma non riuscirono poi, in buona parte, a ritornare vive in patria.
A novembre si combatterono le ultime battaglie. Tra il 15 ed il 18 novembre, nella battaglia di Krasnoi, Kutuzov non portò a fondo il colpo contro le truppe francesi in massima parte sbandate; nonostante il fatto che a fronte di 5.000 russi caduti sul campo, ben 20.000 francesi furono uccisi, ed altrettanti, se non di più, furono fatti prigionieri, l'esercito francese poté continuare la propria ritirata quasi indisturbato, fino ad attraversare, a fine mese, il fiume e le paludi della Beresina, laddove, secondo i piani elaborati dalla corte dello zar, avrebbe dovuto rimanere intrappolato tra le armate russe provenienti da nord e da sud ed inseguite da Kutuzov. Per la battaglia di Krasnoi, che legittimava la sua gestione delle varie fasi del conflitto, ricevette dal re Alessandro il titolo di Sua eccellenza principe di Smolensk.
A questo punto, lo zar Alessandro I voleva proseguire il conflitto allo scopo di liberare la parte centro orientale dell'Europa dai francesi, ma Kutuzov rifiutò nettamente la proposta del sovrano, ritenendo che la Russia non avesse le capacità di proseguire i combattimenti. In effetti, nella guerra contro la Francia erano caduti quasi 400.000 militari russi, senza contare le decine di migliaia di civili rimasti uccisi durante le azioni di guerra. Alla fine prevalse la posizione di Kutuzov, per una volta spalleggiato da tutti i vertici militari russi: terminava così, trionfalmente per il principe e per il suo esercito, la campagna di Russia.

## Matrimonio
Sposò, il 27 aprile 1778, Ekaterina Il'inična Bibikova (5 novembre 1754 - 23 luglio 1824), figlia di Il'ja Aleksandrovič Bibikov. Ebbero sei figli:
- Nikolaj Michajlovič (morto di vaiolo da infante);
- Praskov'ja Michajlovna (1777-1844), sposò Matvej Fedorovič Tolstoj;
- Anna Michajlovna (1782-1846), sposò Nikolaj Zakarovič Kitrov;
- Elizaveta Michajlovna (1783-1839), sposò in prime nozze Ferdinand von Tiesenhausen e in seconde nozze Nikolaj Fedorovič Kitrov;
- Ekaterina Michajlovna (1787-1826), sposò in prime nozze Nikolaj Danilovič Kudašev e in seconde nozze Il'ja Stepanovič Saročinskij;
- Dar'ja Michajlovna (1784-1854), sposò Fëdor Petrovič Opočinin.

## La morte e i riconoscimenti

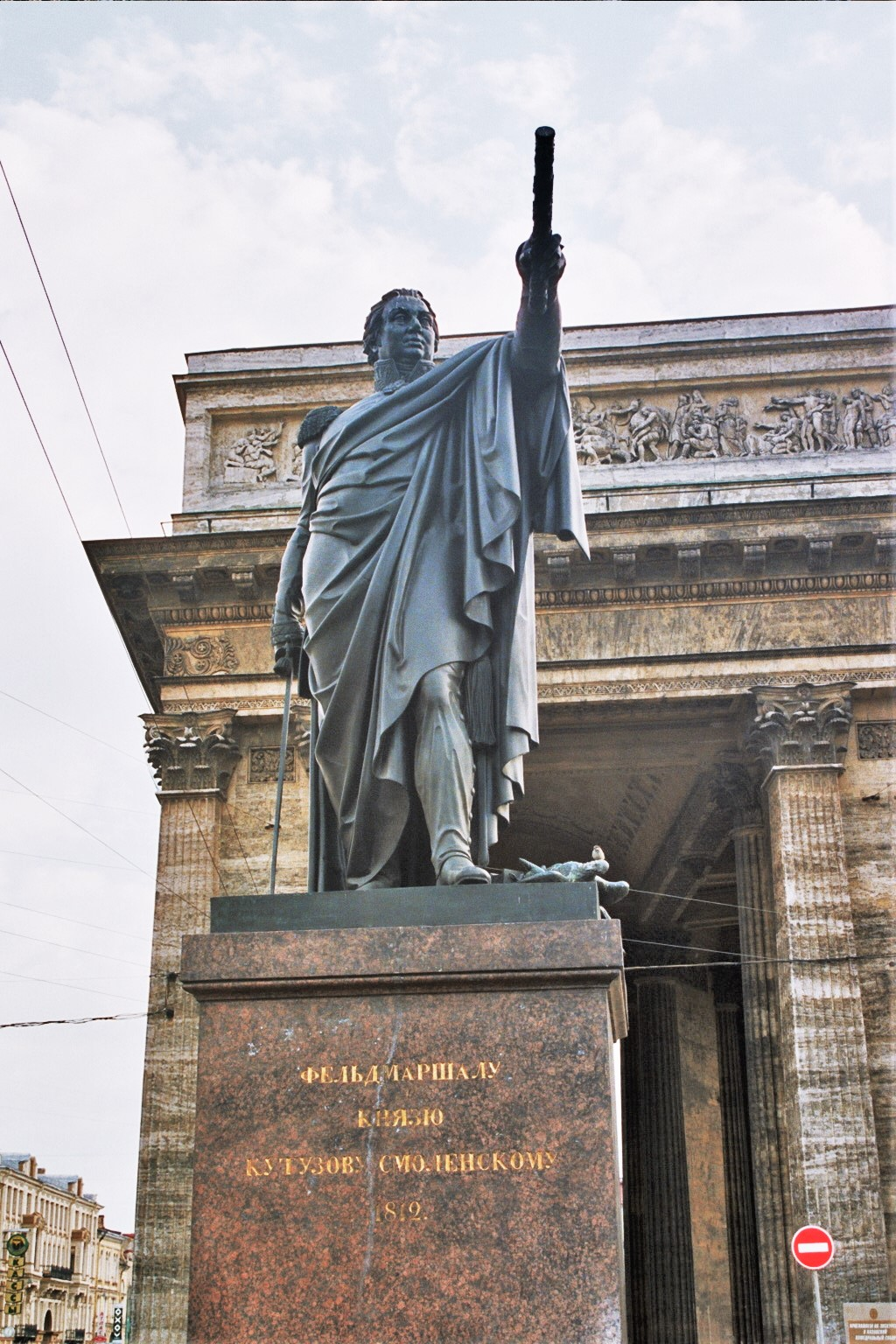
Il monumento di Kutuzov sulla Prospettiva Nevskij a San Pietroburgo.

Lo scontro con lo zar sull'ipotesi di una continuazione del conflitto fu l'ultimo tra i tanti contrasti avuti. Infatti, poco dopo la liberazione ufficiale del territorio russo, Kutuzov, ormai quasi settantenne, si ammalò gravemente e morì a Bunzlau, oggi Bolesławiec, in Slesia (allora prussiana, ora polacca) il 28 aprile. Si racconta che, poco prima della scomparsa di Kutuzov, lo zar Alessandro si sia recato presso di lui allo scopo di scusarsi con il generale per i tanti contrasti avuti. Alla sua richiesta, Kutuzov avrebbe risposto che le sue scuse non dovevano essere rivolte tanto a lui, quanto piuttosto al popolo russo, che, secondo la sua opinione, difficilmente le avrebbe accettate.
Subito dopo la sua scomparsa, furono eretti vari monumenti in suo onore: il più importante di essi è quello che si trova ancora oggi di fronte alla Cattedrale di Kazan', a San Pietroburgo, dove era nato nel 1745 e dove fu seppellito un mese e mezzo dopo la scomparsa, una volta celebrati i solenni funerali. Ad essi parteciparono tutti i vertici militari del Paese, tra cui lo stesso zar Alessandro, suo nemico in molte occasioni: inoltre, per la sua morte fu proclamato lutto cittadino. Non avendo figli maschi, i suoi beni passarono ad un'importante famiglia dell'epoca, i Tolstoj. Lev Tolstoj, nel suo celebre romanzo Guerra e pace, celebrò le grandi capacità militari di Kutuzov, dipingendolo come un grande ed astuto generale. La sua particolarità, secondo Tolstoj, stava nel saper assecondare gli eventi e le volontà degli uomini, più che sovrapporre loro la sua decisione.
Nel 1942, durante la seconda guerra mondiale, il governo sovietico creò un riconoscimento militare, l'Ordine di Kutuzov, che rimane tuttora una delle più prestigiose decorazioni militari russe.